# Nikolái Kauffmann
Nikolái Nikolayevich Kauffmann (o Kaufman; translitera al ruso: Николай Николаевич Кауфман ) (Moscú, Rusia, 8 de febrero de 1834 - ibídem, 19 de diciembre de 1870) fue un botánico ruso, oriundo de una familia alemana rusificada.

## Honores

### Epónimos
- (Primulaceae) Kaufmannia Regel[1]

- La abreviatura «Kauffm.» se emplea para indicar a Nikolái Kauffmann como autoridad en la descripción y clasificación científica de los vegetales.[2]